# Jean-Claude Piumi
Jean-Claude Piumi (Giraumont, 27 maggio 1940 – Fréjus, 24 marzo 1996) è stato un calciatore francese, di ruolo difensore.

## Carriera
Giocò per quasi tutta la carriera nel Valenciennes. Prese parte con la Nazionale ai Mondiali del 1966 in Inghilterra.